# Fürchtegott Moritz Albert Voigt

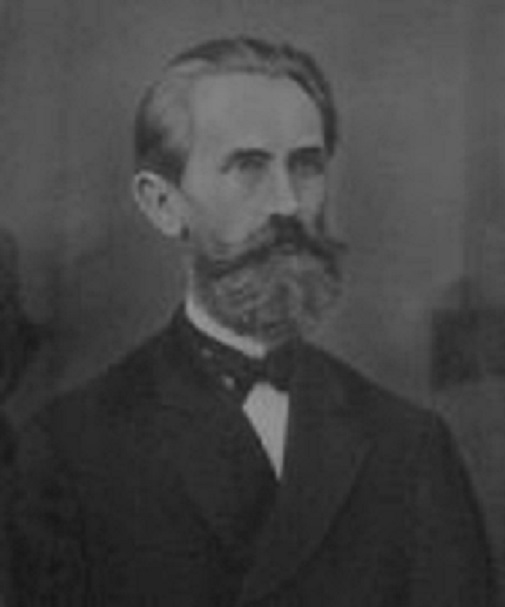
Fürchtegott Moritz Albert Voigt

Fürchtegott Moritz Albert Voigt (* 28. März 1829 in Neukirchen; † 24. Mai 1895 in Chemnitz) war ein deutscher Unternehmer. Er gilt als Pionier des Stickmaschinenbaus in Chemnitz.

## Leben
Fürchtegott Moritz Albert Voigt wurde als Sohn des königlich-sächsischen Chausseegeldeinnehmers in Neukirchen bei Nossen geboren. Nach dem Schulbesuch absolvierte er eine Lehre, wobei er bei der Wanderschaft bis nach Jena gelangte, wo er etwa 18 Monate verblieb, da er am 1848er Aufstand in Dresden teilgenommen hatte. Anschließend ging er nach St. Gallen in die Schweiz, wo er erstmals eine Stickmaschine moderner Art kennenlernte. Aus der Schweiz, wo er in einer Maschinenfabrik arbeitete, nahm er die Anregung mit, Ingenieur zu werden. Doch letztendlich beugte er sich dem Wunsch seines Vaters, als Maschinenschlosser in Dresden zu arbeiten. Erst der Tod des Vaters führte dazu, dass Fürchtegott Moritz Albert Voigt die Ingenieurslaufbahn in Chemnitz einschlug und sich als Maschinenbaugehilfe an der Mechanischen Baugewerken- und Werkmeisterschule Chemnitz einschreiben ließ. Ein durch einen Blutsturz veranlassten längeres Krankenlager sorgten für seinen vorzeitigen Abgang von der Meisterschule.
1857 reiste Voigt wieder nach St. Gallen, um von dort zwei der neuen Stichmaschinen zu besorgen. Doch in der Schweiz bestand zunächst kein Interesse am Verkauf dieser Maschinen. Erst nach zähen Verhandlungen konnte Voigt zwei Maschinen erwerben und mit der Bahn nach Plauen versenden lassen. Dort wurden sie in der Firma Schnorr & Steinhäuser eingebaut. Sie verdrängten in kurzer Zeit die traditionelle Handstickerei und die industriemäßige Methode des Stickens. Voigt begann nun, sich mit dem Nachbau der aus der Schweiz stammenden Stickmaschinen und deren Weiterentwicklung zu beschäftigen, was ihm auch erfolgreich gelang. 1860 erhielt er sein erstes Patent unter der Bezeichnung Verbesserungen an Schweizer Stickmaschinen. Diesem Patent folgten bis 1870 18 weitere.
1872 erfolgte die Umwandlung seiner Fabrik in die Sächsische Stickmaschinen Aktiengesellschaft, vorm. A. Voigt (später Maschinenfabrik Kappel A.G.). Voigt leitete die AG bis 1888. Danach war er von 1890 bis 1894 Stadtrat. Er starb 1895 und wurde auf dem Nicolaifriedhof in Chemnitz beerdigt.